# Marduk-apla-iddina I.
Der Kassite Marduk-apla-iddina I. (babylonisch für „Marduk hat einen Erbsohn gegeben“) regierte von 1170 bis 1157 v. Chr. als König von Babylon. Er war der Sohn seines Vorgängers Meli-Šipak und Enkel des elamitischen Herrschers Šutruk-Naḥḥunte. Sein Nachfolger Zababa-šuma-iddina war nicht mit ihm verwandt und gelangte vielleicht durch einen Aufstand an die Herrschaft, was die elamitische Intervention ausgelöst haben könnte.